# Peter Bendixen (Politiker)

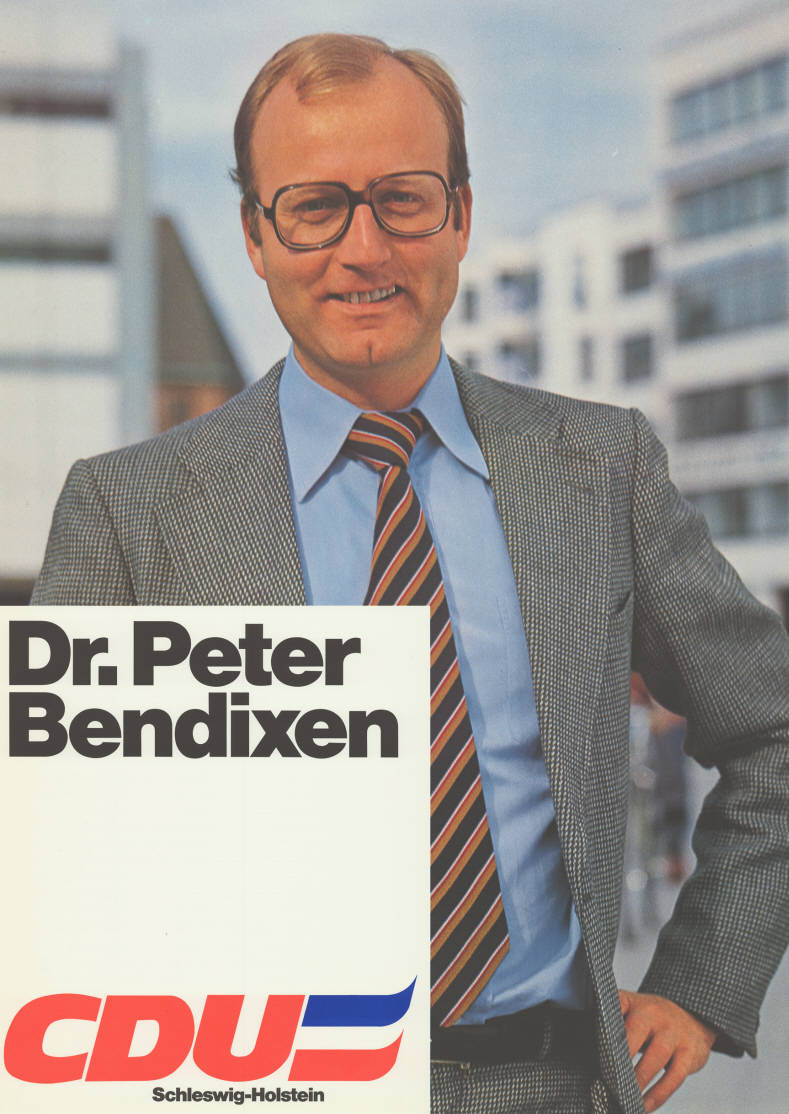
Kandidatenplakat zur Landtagswahl in Schleswig-Holstein 1979

Peter Theodor Bendixen (* 16. April 1943 in Haurupfeld, Kreis Schleswig-Flensburg, heute Gemeinde Handewitt; † 30. August 2007 in Kiel) war ein deutscher Politiker (CDU). Er war von 1979 bis 1988 Kultusminister des Landes Schleswig-Holstein.

## Leben und Beruf
Nach dem Abitur 1963 an der Goethe-Schule in Flensburg absolvierte Bendixen ein Lehramtsstudium der Geschichte, Germanistik und Philosophie in Heidelberg, wo er 1963 Mitglied der christlichen Studentenverbindung Heidelberger Wingolf wurde, Hamburg und Kiel, welches er 1969 mit dem ersten Staatsexamen beendete. Nach dem Referendariat bestand er 1972 auch das zweite Staatsexamen für das Lehramt an Gymnasien. Ebenfalls 1972 erfolgte seine Promotion zum Dr. phil. an der Christian-Albrechts-Universität zu Kiel mit der Arbeit „Das Staatsdenken Walter Rathenaus“. Anschließend war er bis 1974 Geschäftsführer der CDU-Fraktion im Landtag von Schleswig-Holstein. Von 1974 bis 1975 war Bendixen als Lehrer am Friedrich-Schiller-Gymnasium in Preetz tätig.
Von 1998 bis zu seinem Tode war Bendixen Präsident des Landesverbandes Schleswig-Holstein des Arbeiter-Samariter-Bundes.
Peter Bendixen war verheiratet und hatte drei Kinder, von denen eines früh verstarb.

## Partei
Bendixen engagierte sich zunächst in der Jungen Union, deren Kreisvorsitzender in Kiel er von 1969 bis 1970 war. Bendixen war ab 1970 zunächst stellvertretender Vorsitzender und ab 1982 Vorsitzender des CDU-Kreisverbandes Kiel.
Von 2002 bis 2005 war er hauptamtlicher Landesgeschäftsführer der CDU in Schleswig-Holstein.

## Abgeordneter
Am 27. Januar 1975 rückte Bendixen für den verstorbenen Abgeordneten Heinrich Wolff in den Landtag von Schleswig-Holstein nach. Hier war er von 1975 bis 1979 stellvertretender Vorsitzender des Volksbildungsausschusses und von 1992 bis 1996 stellvertretender Vorsitzender der CDU-Landtagsfraktion. Nach der Landtagswahl 1996 schied Bendixen aus dem Landtag aus.
Peter Bendixen ist 1975, 1979 und 1983 als direkt gewählter Abgeordneter des Wahlkreises Kiel-Mitte und sonst stets über die Landesliste in den Landtag eingezogen.

## Öffentliche Ämter
Am 29. Mai 1979 wurde Bendixen als Kultusminister in die von Gerhard Stoltenberg geführte Landesregierung von Schleswig-Holstein berufen. Dieses Amt behielt er auch unter dessen ab 1982 amtierenden Nachfolger Uwe Barschel. Nach dem Rücktritt Barschels im Oktober 1987 gehörte Bendixen noch bis zum 31. Mai 1988 der geschäftsführenden Landesregierung unter Henning Schwarz an.